# 下山田綾華
下山田綾華（日语：／ Shimoyamada Ayaka，1988年12月28日—），日本女性配音員。出身於神奈川縣。賢Production所屬。

## 演出作品

### 電視動畫
2011年
- 銀魂'（少年A）
- 世界一初戀2（OL）

2012年
- 宇宙兄弟（女性記者、小孩、女主播）
- 坂道上的阿波羅（女學生、女子、女子學生）
- 魯邦三世 -名為峰不二子的女人-（廣播[2]）

2013年
- Aikatsu！偶像活動！（女性主持人）
- IS〈Infinite Stratos〉2（京子）
- 義風堂堂!! 兼續和慶次（女中）

2014年
- PSYCHO-PASS 2（染水槙、CM）
- 信長之槍（壹與）

2015年
- 血界戰線（奧茲瑪魯多的女人）
- JoJo的奇妙冒險 星塵鬥士（女性）
- 哆啦A夢 (水田山葵版)（主婦B、女性）
- 黑客人偶 THE Animation（隆幸）

2016年
- JOKER GAME（女性聲音）
- 夢幻之星Online2 THE ANIMATION（小學生）

2018年
- 藍海少女！～Advance～（路人）

2019年
- 百慕達三角 ～多彩田園曲～（芙拉潔[3]、小人魚）

### 遊戲
2012年
- 閃電十一人GO2 時空之石 熱風／雷鳴（歡呼聲 等）
- 少女RPG 灰姑娘生活（日语：ガールズRPG シンデレライフ）（由美）

2015年
- Aikatsu！偶像活動！ My No.1 Stage！（大島百合惠）
- 魔物娘的同居日常Online（芙蘭、哈魯、阿露璐、奎絲、法爾）

2017年
- 我的世界：劇情模式 第二季（佩卓 等）

### 外語配音

#### 電影
- 伊朗式分居（Termeh〈Sarina Farhadi 飾演〉）
- 冰凍浩劫（Amber Jones〈Bailey Spry 主演〉）
- 異形：聖約（Upworth〈Callie Hernandez 飾演〉[4]）
- 亂髮日記（英语：Bad Hair Day (film)）（Monica Reeves〈Laura Marano 主演〉）
- 牡丹花下（Doris〈Darleen Carr 飾演〉）※IMAGICA BS（日语：シネフィルWOWOW）版。
- 大眼睛（DeAnn〈Krysten Ritter 主演〉）
- 真心話大冒險（Olivia Barron〈Lucy Hale 主演〉）
- 亡命駕駛（Irene〈Carey Mulligan 主演〉）
- 託陰（英语：The Boy (2016 film)）（Greta Evans〈Lauren Cohan 主演〉）
- 少年時代（Mindy Welbrock）
- 請以你的名字呼喚我（Marzia〈Esther Garrel 飾演〉[5]）
- 愛情天文學（英语：The Correspondence）（Amy Ryan〈Olga Kurylenko 主演〉）
- 鱷魔（Haley Keller〈Kaya Scodelario 主演〉）
- 毒戰（小貝〈黃奕 飾演〉）
- 聖母峰3D（Caroline Mackenzie〈Elizabeth Debicki 飾演〉）
- 玩命關頭6
- 格雷的五十道陰影：束縛（Leila Williams〈Bella Heathcote 飾演〉）
- 華頤：吞噬怪物的孩子（有京〈南志鉉 飾演〉）
- 直闖暴風圈（Madeline Smith〈London Elise Moore 飾演〉）
- 快如風（Giulia De Martino〈Matilda De Angelis 主演〉）
- 西游·降魔篇（妹弟子）
- 侏羅纪世界（女友們）
- 皇家特工：間諜密令（Roxanne "Roxy" Morton〈Sophie Cookson 飾演〉）
  - 金牌特務：機密對決[6]
- 奪命金（Jenny Kwok〈趙希洛 飾演〉）
- 親愛的初戀（Leah Burke〈Katherine Langford 飾演〉）
- 超人：鋼鐵英雄（Lana Lang〈Jadin Gould 飾演〉）
- 絕地救援（Marissa Martinez〈Kamilla Fátyol 飾演〉）
- 絕境救援（英语：Martian Land）（Ellie〈Arianna Afsar 飾演〉）
- 大師（Elizabeth Dodd〈Ambyr Childers 飾演〉）
- 激愛543（Veronica〈Emma Stone 主演〉）
- 諜網暗戰（Alice Fournier〈Olga Kurylenko  主演〉）
- 碟仙：惡靈始源（Paulina "Lina" Zander〈Annalise Basso 主演〉）
- 遲來的守護者（年輕時的Philomena〈Sophie Kennedy Clark 飾演〉）
- 菲比夢遊仙境（英语：Phoebe in Wonderland）（Sally〈Mackenzie Milone 飾演〉）
- 傲慢與偏見與殭屍（Elizabeth Bennet〈Lily James 主演〉）
- 神力女超人的秘密（Olive Byrne〈Bella Heathcote 主演〉）
- 報應（Daisy〈文詠珊 飾演〉）
- 鋼鐵叛軍（英语：Robot Overlords）（Alexandra〈Ella Hunt 飾演〉）
- 大加州地震（Ali〈Grace Van Dien	飾演〉）
- 鯊魚驚魂夜（英语：Shark Night）（Beth Mazza〈Katharine McPhee 飾演〉）
- 沉默之丘：啟示錄3D
- 公主與狩獵者[7]
- 24號儲藏室（英语：Storage 24）（Shelley〈Antonia Campbell-Hughes 飾演〉）
- 窒息（Sara Simms〈Mia Goth 飾演〉）
- 泰姬陵（英语：Taj Mahal (2015 film)）（Louise〈Stacy Martin 主演〉）
- 姐姐愛最大（Kim Townsend〈Brie Larson 飾演〉）
- 不忠之劫（Avery Miller〈Liana Liberato 飾演〉）
- 弒訊（Laura Barns〈Heather Sossaman 飾演〉）
- 我們不屬於這裡（英语：We Don't Belong Here (film)）（Elisa Green〈Riley Keough 飾演〉）
- 白夜行（智雅〈朱多英 飾演〉）
- 掃毒
- X戰警：天啟（Jubilee〈Lana Condor 飾演〉）

#### 電視影集
- 紳士的品格（任迴音〈尹真伊 飾演〉）
- 鬼玩人 (電視劇)（Ruby Knowby〈Lucy Lawless 主演〉）
- 奧斯汀與艾莉（Ally Dawson〈Laura Marano 主演〉）
- 芝加哥醫情（Sarah Reese〈Rachel DiPillo 主演〉[8]）
- 唐頓莊園（Rose MacClare〈Lily James 主演〉）
- 冰血暴（Greta Grimly〈Joey King 飾演〉）
- 時尚王（申正雅〈韓宥伊 飾演〉）
- 糖衣陷阱（Claire McDeere〈Natasha Calis 飾演〉）
- 萬惡高譚市（Lithe）
- 血仇（·M）
- 馬醫（淑徽王女〈金昭誾 飾演〉）
- 逍遙法外（Catherine Hapstall〈Amy Okuda 飾演〉）
- 龜巖許浚（李多喜〈朴恩斌 主演〉）
- 異人族（Crystal〈Isabelle Cornish 飾演〉）
- 世上哪裡都找不到的善良男人（姜可可〈李侑菲 飾演〉）
- 最後的大亨（Cecelia Brady〈Lily Collins 主演〉）
- 無極限（英语：No Limit (TV series)）（Lola Libérati〈Sarah Brannens 主演〉）
- 童話鎮（木蘭〈鄭智麟 飾演〉）
- 我們的動物園（英语：Our Zoo）（Muriel Mottershead〈Amelia Clarkson 飾演〉）
- 金剛戰士：武士戰隊（英语：Power Rangers Samurai）（Emily Stewart／黃衣戰士〈Brittany Anne Pirtle 飾演〉）
  - 金剛戰士：超級武士（Emily Stewart／黃衣戰士〈Brittany Anne Pirtle 飾演〉）
- 公主的男人（小櫻〈賈媛 飾演〉）
- 超人前傳（10歲少女）
- 屍行者（Maggie Greene〈Lauren Cohan 飾演〉、Amy Harrison〈Emma Bell 飾演〉、Sophia）

#### 動畫
- 降世神通：最後的氣宗（Suki〈Jenny Kwan 配音〉）
- 太空奪旗（英语：Capture the Flag (film)）（Amy González〈Phillippa Alexander 配音〉）
- Cars 2：世界大賽
- 惡魔城（Sypha Belnades〈Alejandra Reynoso 配音〉[9]）
- 神娃之伊莎莉亞戰記（Mermista〈Vella Lovell 配音〉）
- 變身特務（Eyes〈Karen Gillan 配音〉[10]）
- 終極蜘蛛人（Dagger〈Ashley Eckstein 配音〉）
- 贊比西亞大冒險（英语：Zambezia (film)）（Zoe〈Abigail Breslin 配音〉）

### 旁白
- 健康綜藝節目 奧茲醫生秀（日语：ドクター・オズ・ショー）
- 阿部敦的聲優百貨店（日语：阿部敦の声優百貨店）

### 電視節目
- 聲優偵探Riddle Heart（2013年8月18日－10月6日，全3回，娛樂！371（日语：エンタ!371）、PigooHD）

### 廣播節目
- 文化放送 『BE YOURSELF（日语：BE YOURSELF (ラジオ番組)）』 高橋廣樹的第5代助理主持人

## 外部連結
- 賢Production公式官網的聲優簡介（页面存档备份，存于） （日語）
- 下山田綾華的X（前Twitter） （日語）